# آبشار لور کاسکید
آبشار لور کاسکید (به انگلیسی: Lower Cascades) آبشاری است که در کارولینای شمالی، ایالات متحده آمریکا واقع شده و ارتفاع کلی ریزشگاه آن ۳۵ فوت (۱۱ متر) است.